# Lynn Lake (Manitoba)
Lynn Lake je malé městečko v severozápadním regionu provincie Manitoba, v Kanadě, 1 071 km od Winnipegu. Městečko bylo pojmenováno po Lynnu Smithovi, šéfinženýru společnosti Sherritt Gordon Mines Ltd. V oblasti Lynn Lake provozují svou živnost mnozí dodavatelé výzbroje do divočiny. Nabízejí služby pro většinu činností provozovaných v divočině, včetně sportovního rybaření a lovu medvědů či losů.

## Dějiny
Lynn Lake bylo založeno v roce 1950, když bylo objeveno mohutné ložisko niklové rudy. Byla zde spuštěna těžba niklu a brzy poté bylo objeveno i zlato. Většina z 208 Lynn Lakeských domů a obchodních budov sem byla přivezena z Sherridonu. Domy a komerční budovy byly stěhovány po vykopání ze základů, naloženy na trojstopé zimní dopravní sáně a taženy traktory Linn a pásovými traktory. Traktory Linn byly použity k přestěhování městečka Sherridon do Lynn Lake v 50. letech 20. století.
Poté, co byla v Sherridonu téměř vytěžena bohatá žíla měděné rudy, vyslala společnost prospektory, aby našli jiné působiště. Kolem roku 1945 byla jedna z expedic úspěšná, když objevila největší ložisko niklu na světě poblíž brzy založeného Lynn Lake. Většina lidí ze Sherridonu se přestěhovala do Lynn Lake, když byly domy zkompletovány.
Nejvýznamnějším hospodářským odvětvím se stala těžba zlata. Důl byl zavřen na konci 20. století, ale pokud se cena zlata a jiných kovů ještě zvedne, těžební činnost bude zřejmě obnovena.

## Demografie
Sčítání obyvatel z roku 1996 zaznamenalo v Lynn Lake populaci o 1 038 lidech. Do roku 2001 toto číslo spadlo o 32,7 % na 699. K prosinci 2004 se počet obyvatel v Lynn Lake stabilizoval na nějakých odhadem 800 usedlících, 208 z nich byli studenti na škole West Lynn Heights School.

## Významní rodáci
V Lynn Lake se narodil kanadský rockový hudebník Tom Cochrane a žil tu až do svých čtyř let. Lynn Johnston, tvůrkyně komiksu For Better or For Worse, žila v Lynn Lake po mnoho let též, začínala zde svou kariéru.

## Podnebí
| Klimatická data pro Lynn Lake | Klimatická data pro Lynn Lake | Klimatická data pro Lynn Lake | Klimatická data pro Lynn Lake | Klimatická data pro Lynn Lake | Klimatická data pro Lynn Lake | Klimatická data pro Lynn Lake | Klimatická data pro Lynn Lake | Klimatická data pro Lynn Lake | Klimatická data pro Lynn Lake | Klimatická data pro Lynn Lake | Klimatická data pro Lynn Lake | Klimatická data pro Lynn Lake | Klimatická data pro Lynn Lake |
| Měsíc                         | Led                           | Únor                          | Břez                          | Dub                           | Kvě                           | Čer                           | Čvc                           | Srp                           | Září                          | Říj                           | List                          | Pros                          | roční                         |
| ----------------------------- | ----------------------------- | ----------------------------- | ----------------------------- | ----------------------------- | ----------------------------- | ----------------------------- | ----------------------------- | ----------------------------- | ----------------------------- | ----------------------------- | ----------------------------- | ----------------------------- | ----------------------------- |
| Rekordně nejvyšší °C (°F)     | 7.7                           | 7.5                           | 12.4                          | 27.4                          | 31.6                          | 35.2                          | 33.9                          | 35.3                          | 29.3                          | 24                            | 11.4                          | 5.6                           | 35,3                          |
| Průměrné nejvyšší °C (°F)     | -20.2                         | -14.7                         | -6.3                          | 3.8                           | 12.4                          | 19                            | 21.7                          | 19.9                          | 11.7                          | 3.2                           | -8.4                          | -17.5                         | 2,1                           |
| Denní průměr °C (°F)          | -25                           | -20.6                         | -13.2                         | -2.6                          | 6.2                           | 12.9                          | 16                            | 14.3                          | 7.1                           | -0.4                          | -12.6                         | -22.1                         | -3,3                          |
| Průměrné nejnižší °C (°F)     | -29.9                         | -26.5                         | -20                           | -8.9                          | -0.1                          | 6.8                           | 10.2                          | 8.7                           | 2.4                           | -4.1                          | -16.6                         | -26.6                         | -8,7                          |
| Rekordně nejnižší °C (°F)     | -46.7                         | -46.1                         | -45                           | -33                           | -15.5                         | -5.6                          | 0.8                           | -2.8                          | -10.7                         | -28.9                         | -37.7                         | -47.1                         | -47,1                         |
| Srážky mm (inches)            | 19.2                          | 16.4                          | 17.9                          | 23.1                          | 41.3                          | 62                            | 79.6                          | 69.9                          | 56.9                          | 42.6                          | 29.5                          | 20.7                          | 479                           |
| Source: Environment Canada    |                               |                               |                               |                               |                               |                               |                               |                               |                               |                               |                               |                               |                               |

## Místní média

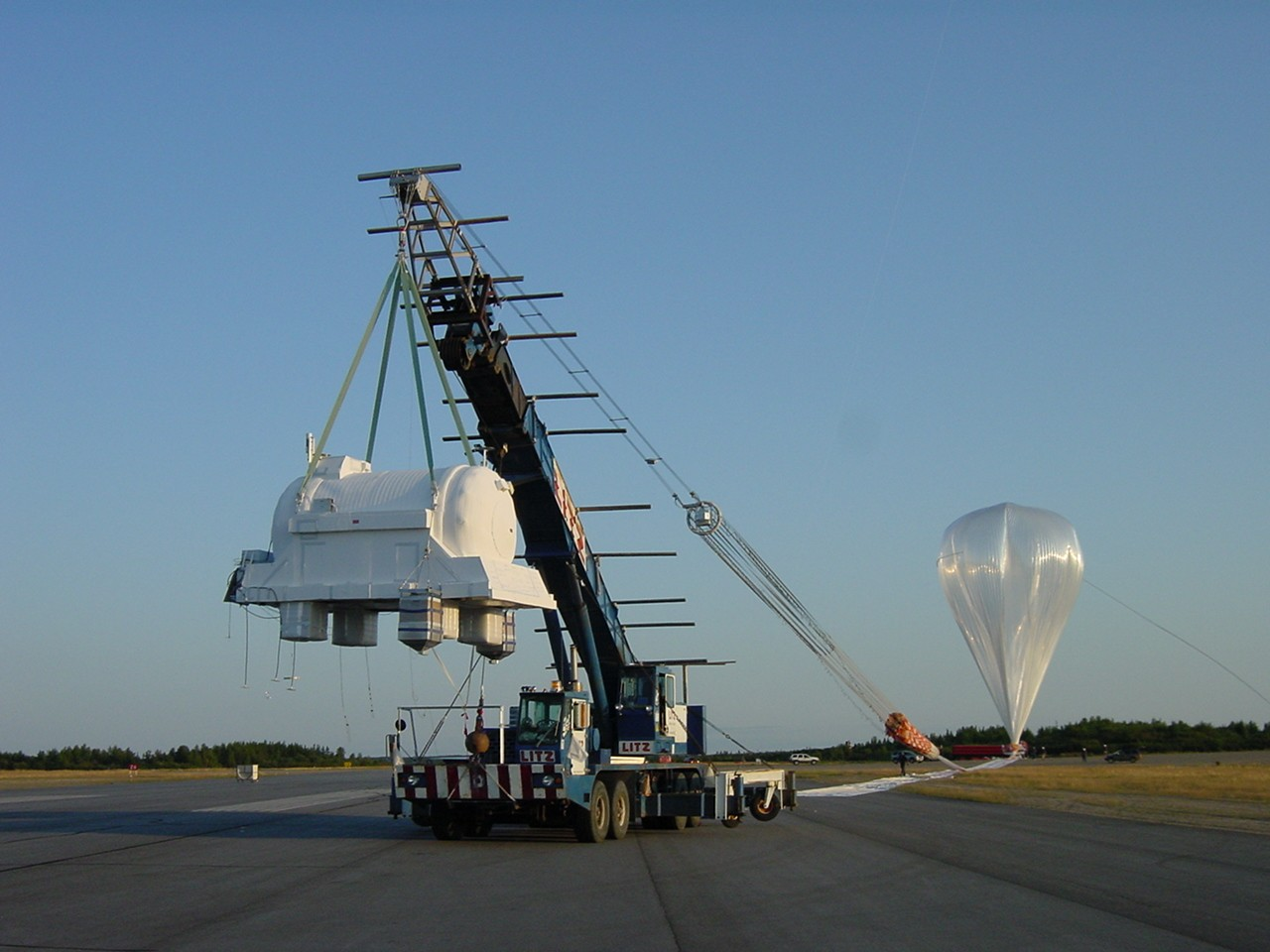
"Pokus NASA s balónem se supravodivým spektrometrem", vzlet poblíž Lynn Lake, 7. srpna 2002

### Televize
CBWRT začínala jako Frontier Coverage Package stanice CBTA v září 1967. Na počátku roku 1969 provinční širokomikrovlnný systém nahradil vysílání týden starých dovezených záznamů (na pásce) a Lynn Lake od té doby mohlo sledovat televizi živě.
- CBWRT Channel 8 (CBC)